# Зерноочистительная машина

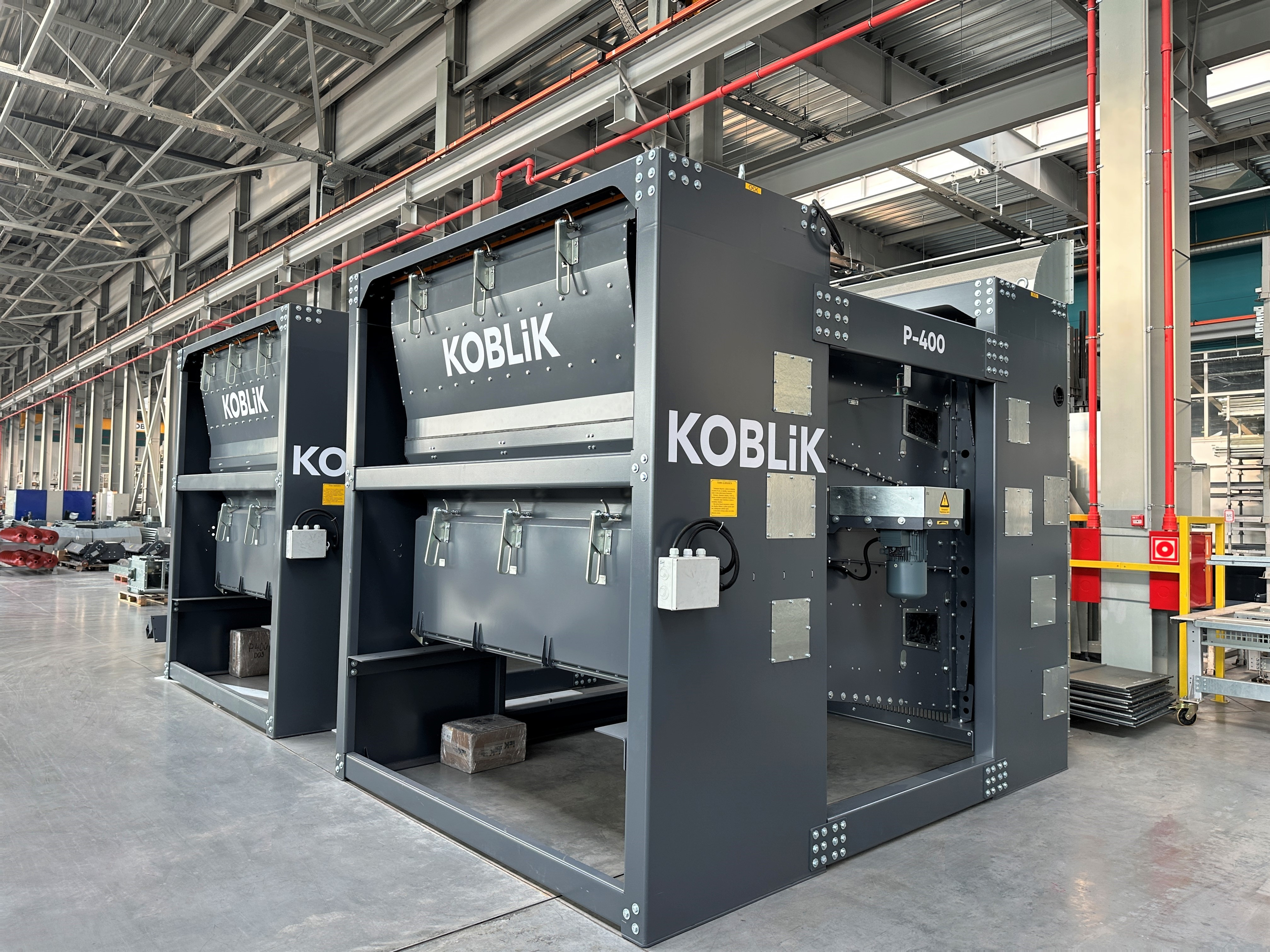
Машины для очистки зерна - сепаратор Р-400 (универсальный тип, гибридная схема)

Зерноочистительная машина — сельскохозяйственная машина для очистки и сортирования зерна по различным признакам: аэродинамическим свойствам семян и примесей; размерам зёрен — толщине, ширине и длине; шероховатости поверхности семян; форме; плотности; цвету и др.
- 1655 год - Создано первое молотильное устройство мастеровыми Андреем Терентьевым и Моисеем Криком (Российская империя)[1]

## История

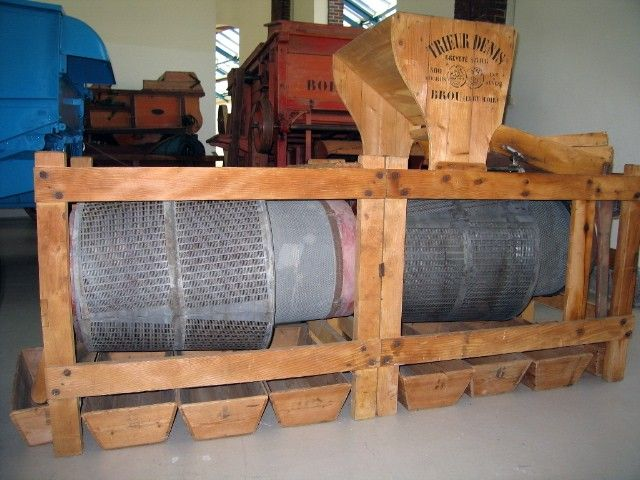

- 1313 год - В древнем Китае впервые применена веялка с вращающимся вентилятором, который создавал воздушный поток для отделения мякины [2]Китайская веялка с вращающимся вентилятором, из энциклопедии Тяньгун Кайу, опубликованной 1637 г. Сун Инсином.Воздушно-решетный сепаратор

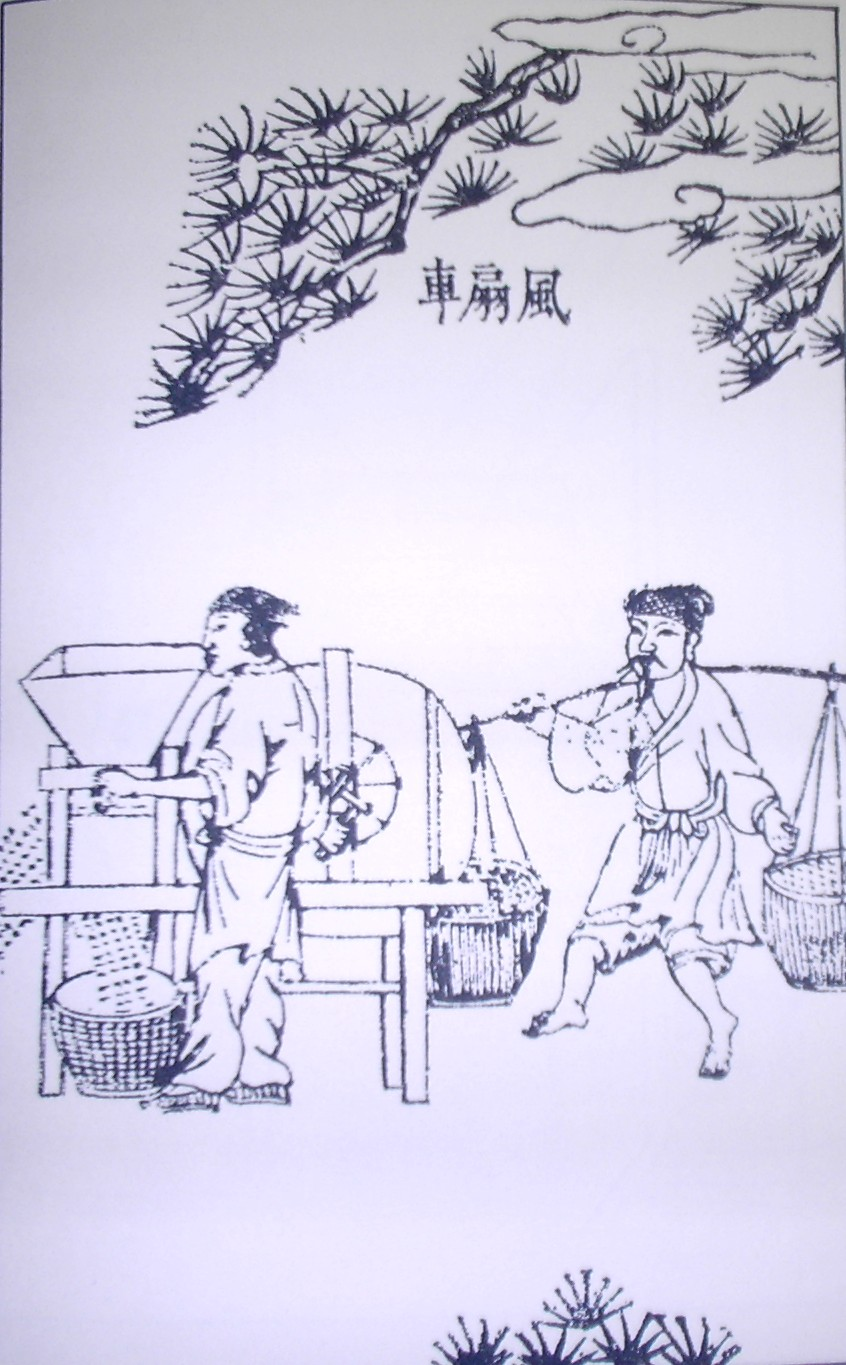
Китайская веялка с вращающимся вентилятором, из энциклопедии Тяньгун Кайу, опубликованной 1637 г. Сун Инсином.

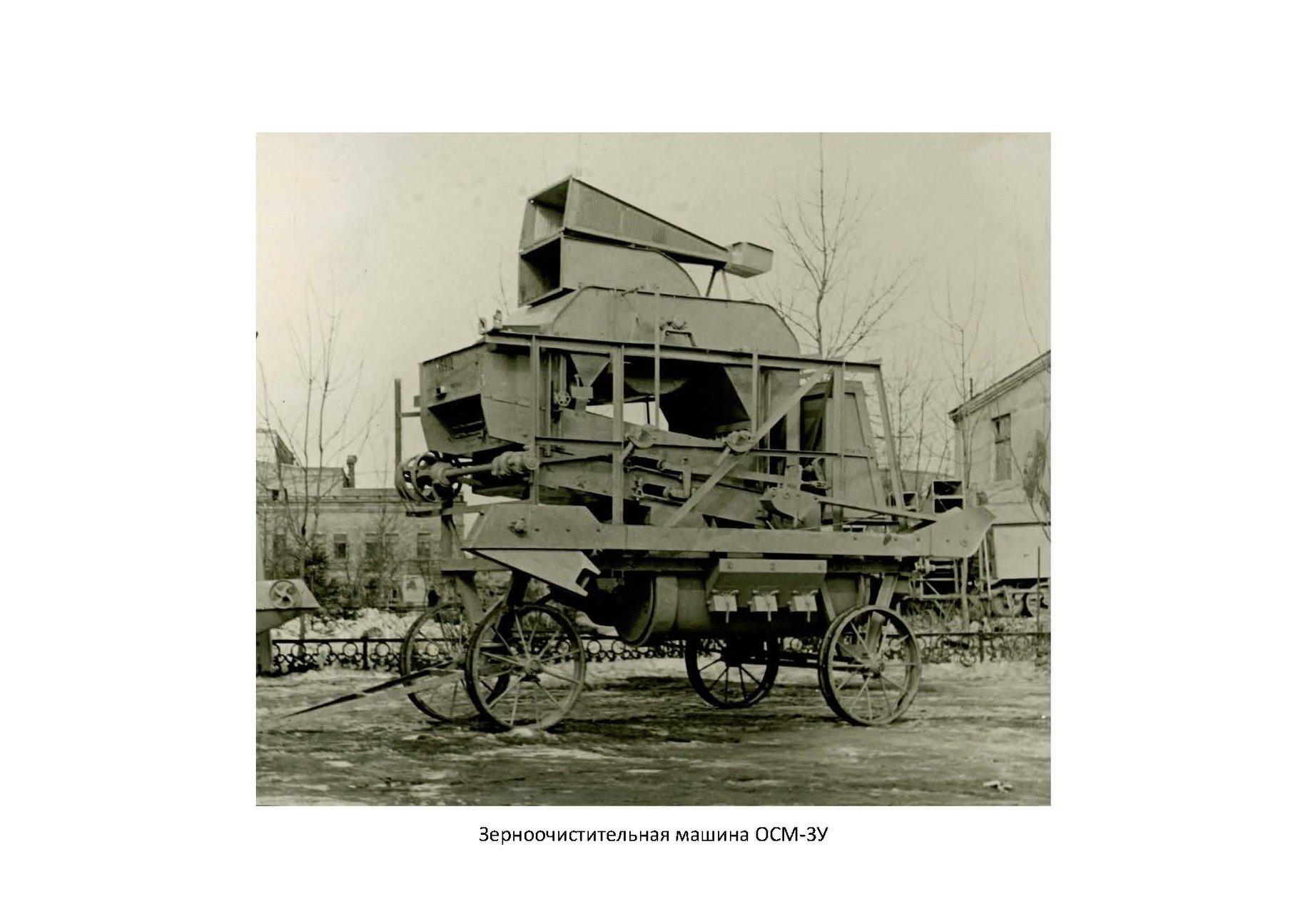
Воздушно-решетный сепаратор

- 1886 год - Луи Дени (1857-1912) принимает наследство отца. Появляется первый альвеолярный сортировщик (Франция, Бру). Он представлен на Парижском конкурсе в 1889 году.

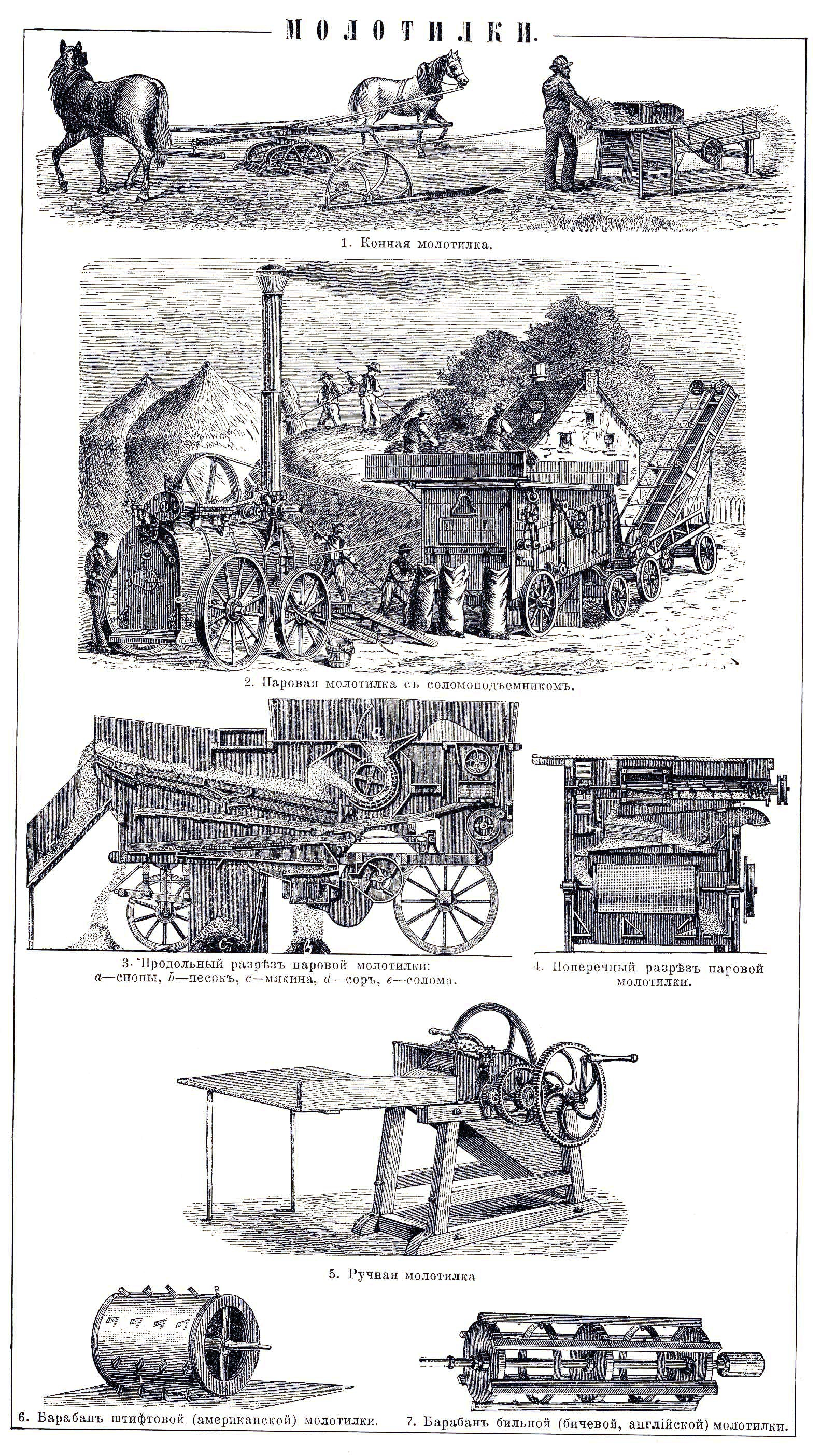
МОЛОТИЛКИ. 1. Конная молотилка. 2. Паровая молотилка с соломоподъемником. 3. Продольный разрез паровой молотилки: a — снопы, b — песок, c — мякина, d — сор, e — солома. 4. Поперечный разрез паровой молотилки. 5. Ручная молотилка. 6. Барабан штифтовой (американской) молотилки. 7. Барабан бильной (бичевой, английской) молотилки.

### В России
- Первый этап (1930—1950 гг.): от деревянных веялок с ручным приводом до сложных передвижных агрегатов.
 В 1932 г. ВИМ (НИИ) совместно с заводом «Красная звезда» (г. Кировоград) создается мощная передвижная зерноочистительная машина «Союзнаркомзем», позволившая в 20 раз снизить трудозатраты по сравнению с применением веялок-сортировок. Затем ВИМ разрабатывает ВИМ-2 для подготовки зерна продовольственного и фуражного назначения, которая стала родоначальницей серии зерно-семяочистительных машин, выпускавшихся харьковским заводом «Серп и молот», а позднее «Воронежсельмашем» (ВИМ-10, ВИМ-СМ-1, ВИМ-СМ-1Р, ВИМ-СМ-2, ОСМ-3, ОСМ-ЗУ, ОС-4,5).

- Второй этап (1960—1990 гг.): от обработки на отдельных машинах к поточной технологии послеуборочной обработки — поле-ток-элеватор. 
 Широкое внедрение поточных технологий началось в 1962 г., когда были созданы и внедрены система унифицированных поточных линий в виде зерноочистительных агрегатов и зерноочистительно-сушильных комплексов производительностью 5, 10 и 20 т/ч, семя очистительных приставок к ним (5 т/ч), а затем и зерноочистительных агрегатов (10 т/ч) и зерно-рисоочистительно-сушильного комплекса (5 т/ч).
- Третий этап (1990—2005 гг.): от общей технологии к системе машинных технологий и новому поколению зерно-семяочистителъных машин.
- Четвертый этап (2005—2020 гг.): освоение выпуска высокопроизводительных сепараторов 100 - 250 т/ч для элеваторов и зерносушильных комплексов. В частности, заводы «Воронежсельмаш» и «Ромакс» освоили выпуск сепараторов СПО250, СВУ250, альфа 300/400, бета240[3].

### В Казахстане
- Завод Ramak с 2022 г. начал выпуск высокопроизводительных сепараторов интенсивной подработки зерна и машин тонкой очистки семян, такие как BS-200, GSU-100, MSU-15 и т.д.

## Виды очистки
- Предварительная[4]
- Первичная[5]
- Вторичная (семенная)

## Принцип работы
Принцип работы основан на различии физико-механических свойств вороха зерновых (зернобобовых) частиц и примеси. 
К этим свойствам относятся: 
- аэродинамические свойства;
- размеры;
- форма;
- плотность;
- состояние поверхности;
- упругость;
- цвет;
- электрофизические свойства.

Способы очистки в зерноочистительных машинах: 
- очистка семян воздушным потоком;
- разделение семян по размерам на решетках;
- очистка семян воздушным потоком и на решетном стане
- разделение семян по длине на триерах;
- очистка и сортирование семян по плотности;
- разделение семян по внешнему виду с использованием цифровых камер и инжекторов.

## Типы зерноочистительных машин
Зерноочистительные машины подразделяют на передвижные и стационарные, передвижные применяют на площадка зернотоков, а стационарные — на зерноочистительно-сушильных пунктах, элеваторах, семенных линиях и заводах с поточной технологией.

## Виды зерноочистительных машин
Зерноочистительные машины делятся по принципу работы и способу очистки зернового материала:
- Аэродиамический
- Барабанный
- Триеры и триерные блоки
- Пневмосепараторы
- Универсальный зерноочиститель (предварительная, первичная и вторичная очистка)
- Гравитационный сепаратор
- Циркулярный